# Bobi Arsandaux
Pas d'image ? Cliquez ici
Octave « Bobi » Arsandaux (29 juin 1907 - 13 juillet 1931) est un alpiniste français. Il était le principal animateur du célèbre Groupe de Bleau qui regroupait les alpinistes parisiens dans l'entre-deux-guerres.
Dans les Alpes, il est l'auteur de belles courses dont :
- la première ascension de la face Nord des Droites avec Jacques Lagarde ;
- la première de la face Nord directe de l'aiguille d'Argentière (3 902 m), versant nord, avec Robert Gréloz (10 août 1930)[2] ;
- la première du versant ouest par les vires de la Traversée du col du Fou (3 365 m) avec Raymond Gaché et Jacques Jonquière (les 30 et 31 août 1930).

Bobi Arsandaux est mort à 25 ans en tentant l'ascension de l'aiguille Verte. Il est honoré par les membres du Groupe de Bleau (Guy Labour, Pierre Chevalier, Robert et Jacques Jonquière, etc.) qui inaugurent le 15 août 1931, à l'Envers des aiguilles de Chamonix, le refuge Bobi Arsandaux.
Bobi Arsandaux était également un dessinateur humoristique, certains de ses dessins illustrant par exemple Cimes d'Oisans (1937) de Jacques Boell.

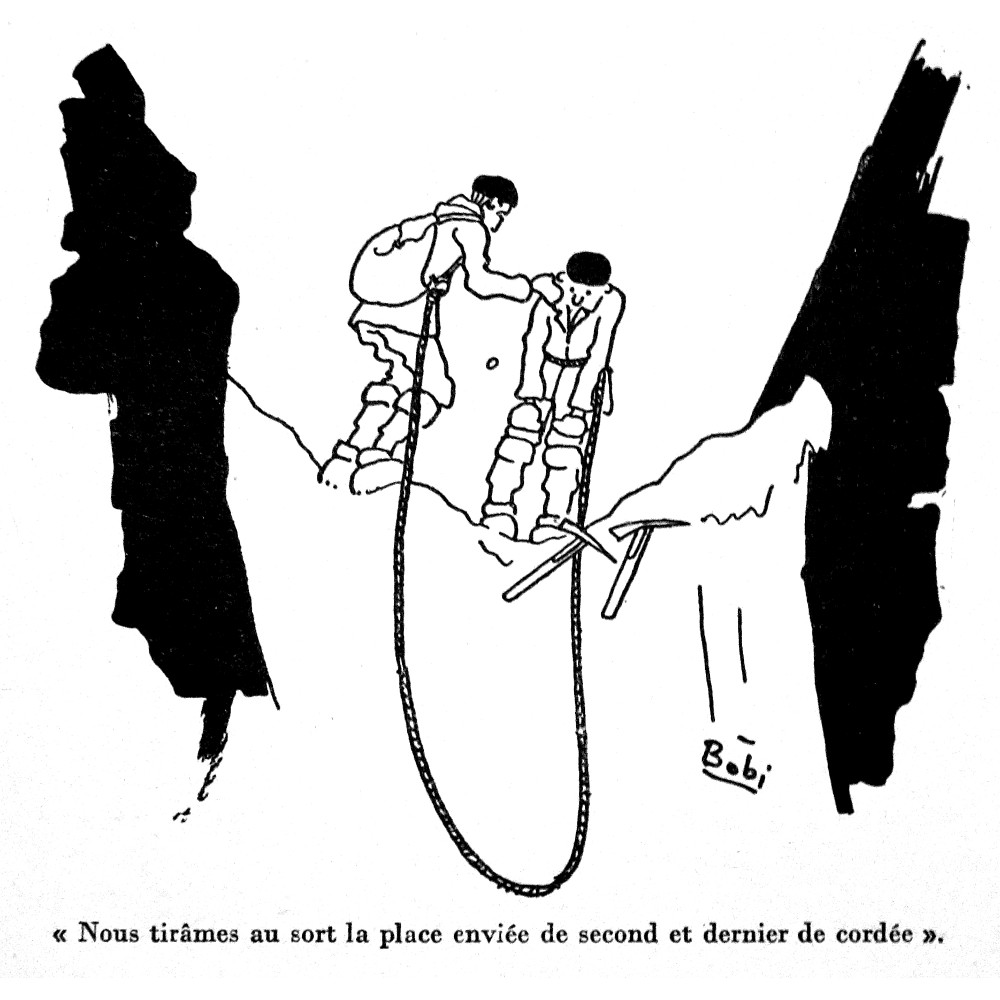
« Nous tirâmes au sort la place enviée de second et dernier de cordée ».
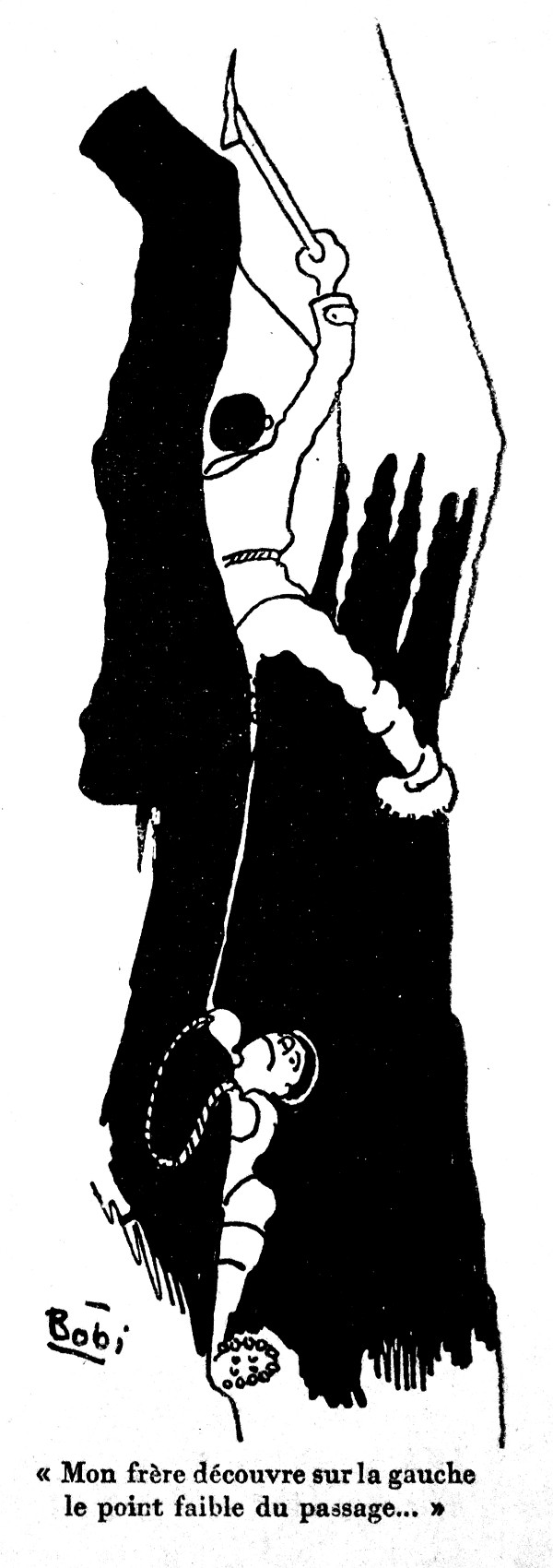
« Mon frère découvre sur la gauche le point faible du passage… »